# Samara
Pour les articles homonymes, voir Samara (homonymie).
Samara (en russe : Самара) (entre 1935 et 1991 Kouïbychev) est une ville de Russie et la capitale administrative de l'oblast de Samara. Sa population s'élève à 1 169 719 habitants (2017), ce qui en fait la neuvième ville de Russie. Elle fut initialement une forteresse édifiée en 1586 à la suite de la conquête du khanat de Kazan. Ses habitants sont appelés les Samariens.
Située au confluent de la Volga et de la Samara, elle s'est développée par la suite comme nœud ferroviaire. La décentralisation d'usines moscovites durant la Seconde Guerre mondiale, la proximité de gisements de pétrole ont suscité l'installation d'entreprises d'industrie chimique et de constructions mécaniques (aérospatiale) qui ont joué un rôle moteur dans sa croissance.

## Géographie

### Position
Samara est située dans le Sud-Est de la Russie européenne, à  862 km vol d'oiseau à l'est-sud-est de Moscou et à 167 km de la frontière avec le Kazakhstan située au sud-sud-est. Samara est construite sur la rive gauche de la Volga, principal fleuve de la Russie européenne. La ville occupe un triangle d'environ 15 kilomètres de côté délimité par la rive gauche de la Volga à l'ouest et par le fleuve Samara au sud. Samara est entourée par plusieurs villes satellites : Novokouïbychevsk, Syzran, Tchapaïevsk, Togliatti qui forment une conglomération. Elle fait partie d'un chapelet de villes atteignant le million d'habitants construites sur les rives du cours moyen de la Volga : Nijni Novgorod (529 km à vol d'oiseau) au nord-ouest, Kazan (298 km) et Oulianovsk (environ 170 km) au nord, Saratov (environ 350 km) au sud-est et Volgograd (environ 500 km) au sud-sud-est.

### Géologie et hydrographie
La ville est située à l'extrémité orientale d'une boucle presque fermée que la Volga est obligée de décrire pour contourner les monts Jigouli qui font obstacle à sa progression vers le sud et qui résultent d'un pli faillé transversal. Au niveau de Samara, la Volga se situe immédiatement en aval de la partie le plus large de son bassin. Son débit naturel très irrégulier atteint en période de crue (à la fonte des neiges) un débit particulièrement élevé (maximum relevé de 60 000 m³). Le fleuve a été aménagé de bout en bout pour réguler le débit, le rendre navigable durant la période des basses eaux et permettre d'irriguer de grandes surfaces de terre. Tout au long de la Volga des barrages ont été construits pour stocker l'eau dans des lacs réservoirs de très grande surface du fait de la pente très faible du fleuve. Le fleuve n'est navigable que durant la moitié de l'année car il est pris par les glaces durant plusieurs mois.    

### Climat
Le climat de Samara est de type continental humide (Dfb selon la classification de Köppen), caractérisé par de forts contrastes thermiques entre l'hiver et l'été. La neige recouvre le sol en moyenne 146 jours par an entre fin octobre et début avril. La hauteur de neige peut atteindre 91 cm au milieu de l'hiver. Le total annuel moyen des précipitations atteint 567 mm.
- Température record la plus froide : −43,0 °C (janvier 1942)
- Température record la plus chaude : 39,0 °C (juillet 1984)
- Nombre moyen de jours avec de la neige dans l'année : 116

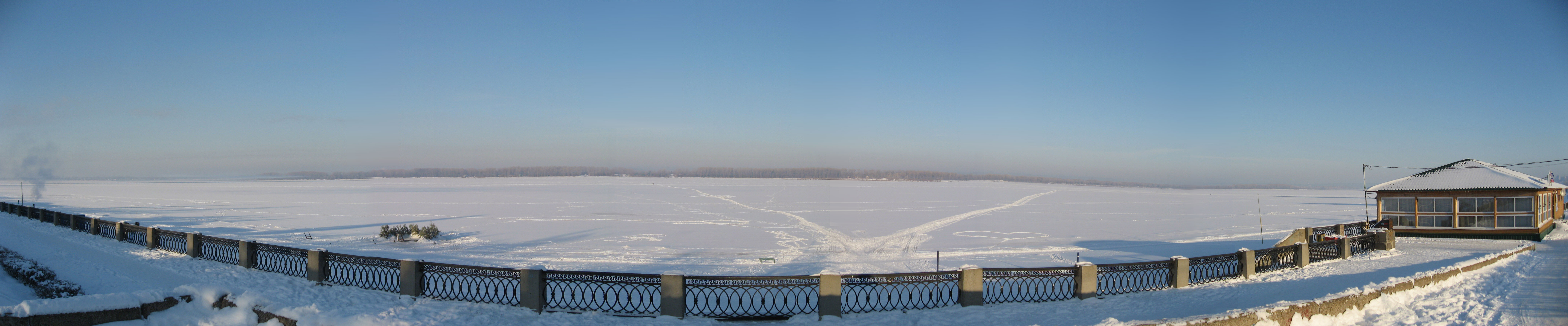
La Volga prise dans les glaces photographiée depuis les quais du centre-ville de Samara.

- Nombre moyen de jours de pluie dans l'année : 117
- Nombre moyen de jours avec de l'orage dans l'année : 27
- Nombre moyen de jours avec du blizzard dans l'année : 21

| Mois                              | jan.  | fév.  | mars | avril | mai  | juin | jui. | août | sep. | oct. | nov. | déc.  | année |
| --------------------------------- | ----- | ----- | ---- | ----- | ---- | ---- | ---- | ---- | ---- | ---- | ---- | ----- | ----- |
| Température minimale moyenne (°C) | −14,2 | −13,8 | −7,6 | 2,7   | 9,6  | 14,3 | 16   | 13,8 | 8,7  | 2    | −5,2 | −11,1 | 1,3   |
| Température moyenne (°C)          | −11,1 | −10,4 | −4,1 | 6,9   | 14,8 | 19,4 | 20,9 | 18,6 | 12,9 | 5,1  | −2,9 | −8,2  | 5,2   |
| Température maximale moyenne (°C) | −7,8  | −6,6  | −0,3 | 11,8  | 20,6 | 25   | 26,3 | 24,3 | 18,2 | 8,9  | −0,3 | −5,3  | 9,6   |
| Précipitations (mm)               | 47    | 41    | 31   | 40    | 36   | 60   | 58   | 53   | 46   | 51   | 51   | 53    | 567   |

## Histoire

### Préhistoire
La région de Samara est considérée comme le foyer originel des Indo-Européens d'après l'Hypothèse kourgane.

### Khanat bulgare de la Volga
Le khan Koubrat dirigeant des Proto-Bulgares turcophones de la steppe pontique parlant une langue oghoure crée vers 630 un état éphémère, la Grande Bulgarie, dont le vaste territoire s'étend sur les cours aval du Don, du Dniepr et de la Volga entre la mer d'Azov et la Mer Caspienne. À sa mort, les dissensions entre ses héritiers entrainent l'éclatement de l'état. Kotrag (en), un des cinq fils de Koubrat, entraine une partie des bulgares vers le nord où il fonde le Khanat bulgare de la Volga, au confluent de la Kama et de la Volga. Le territoire occupé comprend l'emplacement actuel de Samara et la capitale Bolgar est située à environ 200 kilomètres de cette ville. L'Islam devient religion d'État quand le khan Almuch se convertit en 922. À partir du tournant du millénaire, le khanat entre en conflit avec les principautés russes de la Rus de Kiev situées sur sa frontière occidentale. 

### Occupation mongole
En septembre 1223, une avant-garde de l'armée mongole de Gengis Khan sous le commandement de Subötaï et Djebé, entre dans la Bulgarie de la Volga, près de Samara, mais est défaite à la bataille de Kernek (en). Les Mongols reviennent en 1229 et vainquent les Bulgares. Quelques années plus tard, en 1232, la cavalerie mongole occupe la partie sud de la Bachkirie et le sud de la Bulgarie de la Volga. En 1236, les forces mongoles dirigées par Batu assiègent et s'emparent de la capitale et du pays tout entier. Selon certains historiens, plus de 80 % de la population du pays est tuée pendant l'invasion et la population rurale restante est contrainte de quitter les steppes. Les mongols s'installent définitivement dans la région créant un état baptisé la Horde d'or qui s'étend de l'Oural aux portes de l'Europe occidentale. Ils installent leur capitale Saraï sur le cours aval de la Volga. La Bulgarie de la Volga est divisée en plusieurs principautés autonomes vassales de la Horde d'or. En 1367, les négociants italiens mentionnent l'existence d'un village de Samar sur l'emplacement de la ville.

### Khanat de Kazan: création et chute
Les principautés russes devenues vassales de la Horde d'Or tentent progressivement de reprendre leur autonomie à compter de 1370 sous la conduite de la Grande-principauté de Moscou et ils y parviennent temporairement après avoir vaincu les mongols à la bataille de Koulikovo. Le territoire de la Horde d'or commence à se morceler à partir de 1430 avec la création du Khanat de Crimée puis celle du khanat de Kazan en 1438 et enfin celle du khanat d'Astrakhan entre la Volga, le Don, le Kouban et le Terek en 1466. Le khanat de Kazan, qui comprend la région de Samara au niveau de sa limite méridionale, entretient des relations tumultueuses avec les principautés russes. Des raids partis du khanat vont régulièrement piller celles-ci et capturent des esclaves. La Russie monte progressivement en puissance en unifiant toutes les principautés russes et en reculant ses frontières vers l'est. En 1552, le tsar Ivan le Terrible prend Kazan. En 1586, une forteresse est construite à l'emplacement de Samara et une garnison y est installée.

### XVIIesiècleauXIXesiècle

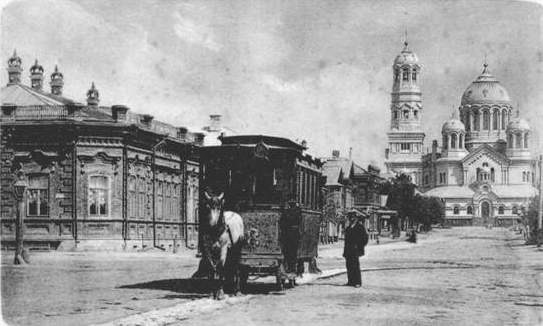
Samara vers 1904.

Mais, pendant deux siècles encore, cette région eut mauvaise réputation. Les méandres du fleuve et les vallées servaient d'abri aux pirates qui attaquaient les bateaux de négociants. Cette région fut le théâtre de révoltes dirigées par Stépane Razine (1670-1671) et Yéméliane Pougatchev (1773-1775). Des armées de Cosaques et de paysans échappés du servage s'emparent des villes situées sur le cours de la Volga et prennent le contrôle d'importants territoires. Les troupes du tsar écrasèrent difficilement les émeutiers. Razine et Pougatchev sont exécutés à Moscou. À partir de la fin du XVIIIe siècle, les "Jigouli" cessent de représenter une menace pour la sécurité des voyageurs. En 1851, Samara devient la capitale du gouvernement de Samara. À partir de la fin du XIXe siècle,  elle devient un des plus grands centres russes de collecte et de transport des céréales.

### XXesiècle
Samara devient un port important le long de la Volga, artère fluviale majeure pour le transport en Russie, et nœud de communication à l'intersection de la voie ferrée Moscou-Tcheliabinsk. Elle doit faire face à des mouvements d'agitation pendant et après la révolution de 1905 (assassinat du gouverneur Ivan Blok à l'été 1906). Pendant la guerre civile russe, Samara est prise par les bolcheviks fin 1917; puis, en juin 1918, par leurs ennemis socialistes-révolutionnaires (aidés de légionnaires tchèques) qui y forment le Komutch. Samara est rebaptisée de 1935 à 1991 Kouïbychev, du nom de Valerian Kouïbychev, héros de la Révolution.

### Seconde Guerre mondiale: installation des usines de construction aéronautique
La deuxième naissance de Samara est liée à l'invasion de l'Union soviétique par l'Allemagne. Sous la menace des troupes allemandes progressant rapidement sur le territoire soviétique, de nombreuses usines d'armement sont démontées et évacuées hors de portée des bombardiers germaniques dans les villes situées à l'arrière. Parmi celles-ci figurent deux usines de construction aéronautique l'une de Voronej l'autre de Moscou qui sont réinstallées avec leur personnel à Samara et qui seront à l'origine de la future « spécialisation » de l'industrie de la ville. L'Usine d'Aviation d'État no 1, qui était située à Moscou et qui produisait des avions et des dirigeables pour le complexe militaro-industriel soviétique depuis les années 1920 fabrique durant la Seconde Guerre mondiale, de 1941 à 1945, 11 000 Iliouchine Il-2 Sturmovik, l'un des meilleurs avions d'attaque au sol de cette époque. Elle s'engagea ensuite dans la production de chasseurs à réaction MiG-9 et MiG-15 ainsi que de bombardiers à réaction Il-28 et Tu-16.
En octobre 1941, Staline donne l'ordre de transférer à Samara/Kouïbychev le gouvernement de l’Union soviétique, l'appareil du Comité central du parti bolchevik et les ambassades. Il est également prévu que Staline s'y installe. En quelques mois, est construit pour Staline un bunker — un abri souterrain — profond de 37 mètres, qui existe encore. Samara accueille des établissements culturels de Moscou, y compris le Théâtre Bolchoï. C'est en mars 1942 qu'est créée au théâtre d'opéra et de ballet la célèbre symphonie nº 7 de Chostakovitch (dédiée à Léningrad assiégée). Le musicien dirige en personne la première de son œuvre.

### Développement après guerre

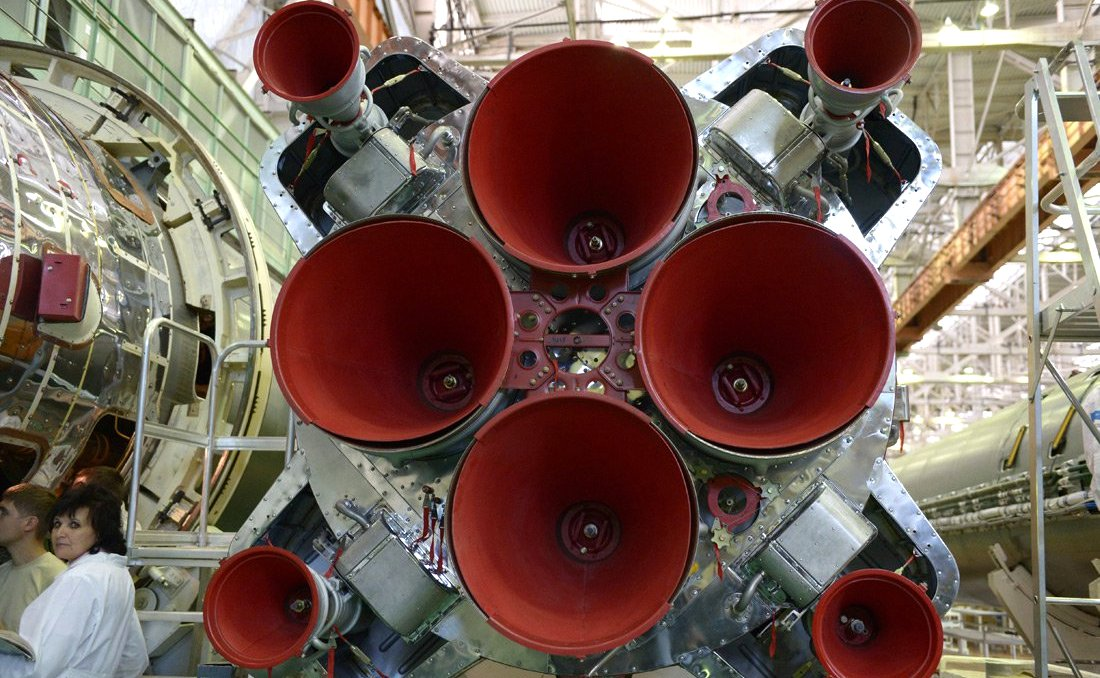
Moteurs de fusée Soyouz en cours d'assemblage dans l'usine Progress en mai 2014.

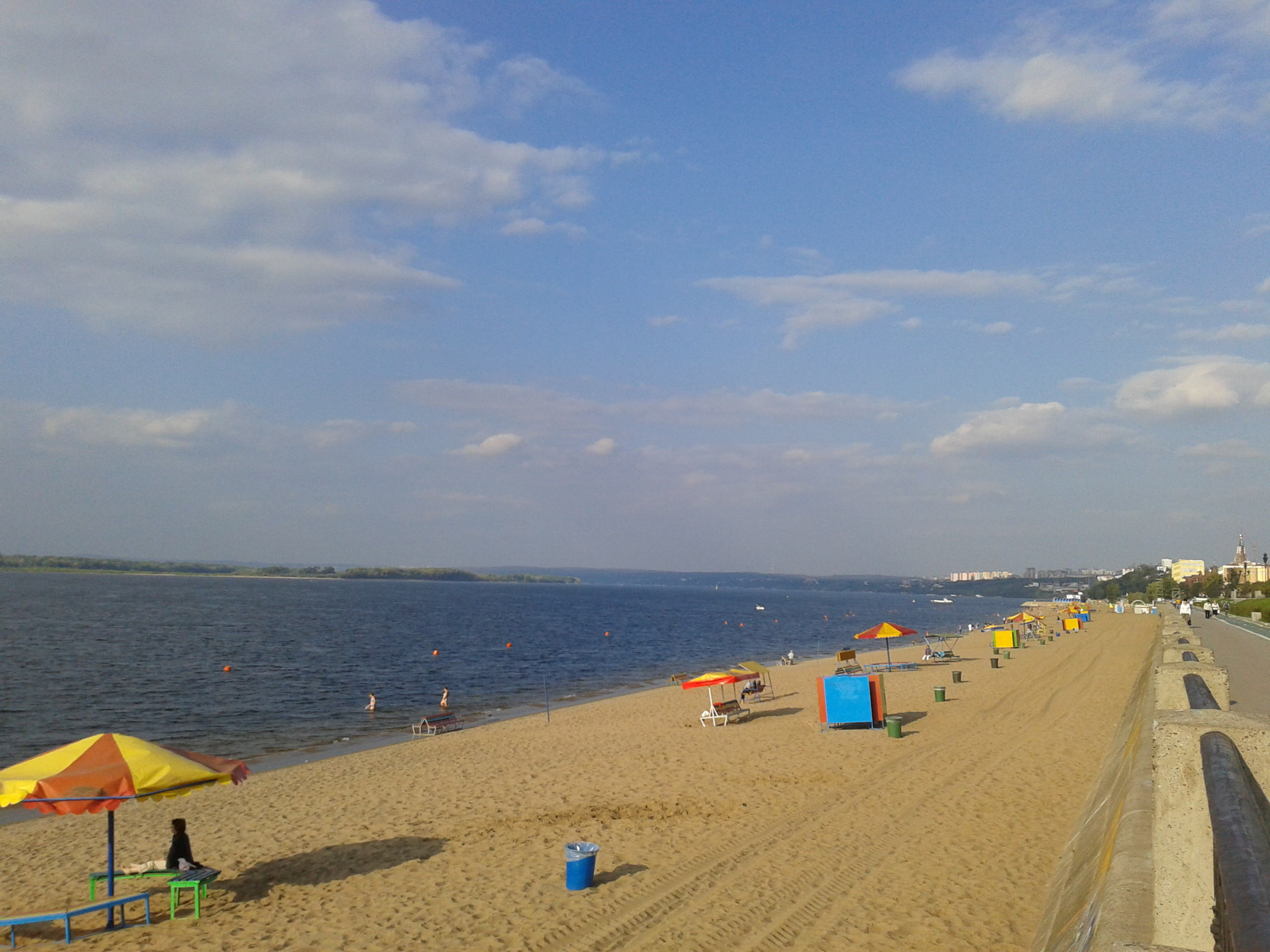
Samara dispose d'une longue plage avec une promenade aménagée le long de la Volga.

La Volga, qui depuis la création de Samara constitue un axe de circulation important est caractérisé par un débit très irrégulier. Alimentée principalement par la fonte des neiges et des glaces, la moitié du volume d'eau s'écoule durant les mois de mai et juin. Les responsables de l'Union Soviétique lancent avant la Seconde Guerre mondiale un plan d'aménagement du fleuve qui comprend la construction d'une série de barrages tout au long de son cours destinés à retenir une partie des eaux en période de crues et à les restituer durant les périodes de bas étiage (de l'été à l'hiver). L'objectif est d'en faire une voie navigable pour des navires de grand gabarit, de produire de l'électricité et d'irriguer les terres situées en aval de Samara qui subissent une pluviométrie faible ou quasi nulle. Le barrage de Samara construit environ 50 kilomètres en amont de la ville entre 1950 et 1957 est un des plus grands barrages sur la Volga, produisant 11000 gigawatts par an. Le réservoir de Kouïbychev créé par le barrage est une véritable mer intérieure d'une superficie de 6450 km². Le bilan de ces aménagements est mitigé car si la production d'électricité et l'amélioration des conditions de navigation sont au rendez-vous, les aménagements agricoles ne produisent pas les résultats escomptés et le bilan écologique et humain est particulièrement négatif.    
Quand l'Union soviétique décide de construire une très grande usine de production de voitures particulières, une ville à 100 km de Samara fut choisie et baptisée Togliatti du nom de Palmiro Togliatti, chef historique du Parti communiste italien. En effet, cette usine, qui produit la gamme Lada, repose sur un transfert technologique de la société italienne (Fiat). C'est pourquoi un modèle de cette gamme a porté le nom de « Lada Samara », un autre le nom de « Jigouli », que sont les collines qui occupent l'autre bord de la Volga face à Togliatti et que l'on rejoint par la route du barrage de Kouïbychev.
En 1957, est décidée la fabrication en série de la fusée R-7 Semiorka, développée par l'OKB-1 (le Bureau d'études expérimental no 1), dirigé par l'ingénieur Sergueï Korolev. Le R-7 Semiorka était conçu comme un missile balistique intercontinental (ICBM). L'usine d'Aviation no 1 fut réunie à l'Usine de moteurs no 24, contiguë. En une dizaine de mois, l'usine fut reconstruite et le personnel envoyé en formation auprès de l'OKB-1 et de l'Usine no 88, à Moscou. La fabrication des R-7 commença en 1958 à Kouibychev et le premier test réussi eut lieu au centre d'essai de Baïkonour le 17 février 1959. L'usine se consacra alors à la production en série des missiles R-7 et R-7A. Certains missiles R-7 et R-7A étaient ensuite reconvertis en lanceurs spatiaux dans l'Usine no 88. C'est l'usine Progress qui fabrique le lanceur qui mit Youri Gagarine en orbite en 1961. Une statue du cosmonaute a été édifiée sur les berges de la Volga pour commémorer cet événement. En 1965, l'Usine d'Aviation no 1 est rattachée au Ministère des constructions mécaniques générale et prit le nom de Progress. L'usine abandonne la fabrication de missiles balistiques intercontinentaux pour se consacrer entièrement à la construction d'une famille de lanceurs spatiaux dérivés du R-7. Au total, 1600 lanceurs furent construits par l'usine Progress en 35 ans : 
- Vostok-M, Voskhod, Soyouz et Molnia.
- Des lanceurs lourds N-1, vers 1970.
- Des lanceurs lourds Energia, dans les années 1980 et 1990, capables de lancer une charge de 40 tonnes.

### Depuis la dissolution de l'Union soviétique
L'industrie liée à l'armement, à l'aéronautique et au spatial est touchée de plein fouet par la dislocation de l'Union soviétique. Plusieurs facteurs se conjuguent pour réduire ses commandes : crise économique, réduction de la taille du budget liée à celle du pays, diminution de la part de budget consacré à l'armement, désorganisation liée à la dispersion des fournisseurs dans des pays ayant pris leur autonomie, etc. . En 1994, l'usine Progress est rattachée à l'Agence spatiale russe. Le nombre des fusées Soyouz commandées diminue fortement et l'usine doit diversifier sa production en se spécialisant dans la fabrication de seringues jetables.
Samara a accueilli le 19e sommet Union européenne-Russie (17 au 18 mai 2007). Ce sommet s'est soldé par un échec car les sujets de discorde entre la Russie et l'Union européenne sont nombreux. En 2018, la ville de Samara est l’une des villes hôtes de la Coupe du Monde de football.
Lors de la guerre russo-ukrainienne de 2022, un bombardement ukrainien sur Makiivka le 31 décembre 2022, 4 minutes avant le changement d'année, a causé la mort de plusieurs soldats issus de Samara, ce qui a causé une manifestation à Samara le 2 janvier 2023, un événement très rare dans le contexte de l'époque.

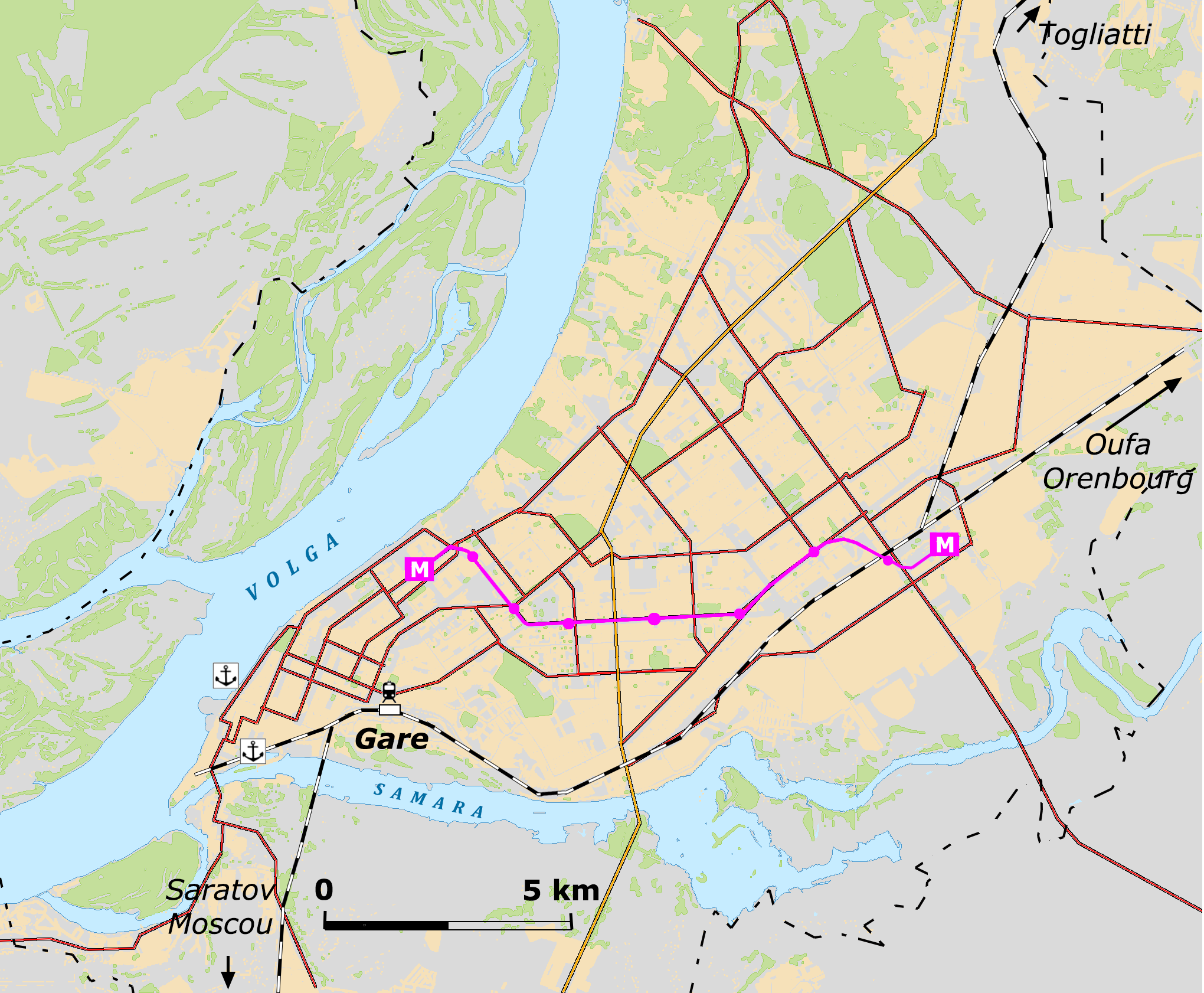
Plan général de Samara : gare, ports passager et fret, ligne de métro, axes ferroviaires.
Les raïons urbains de Samara

## Politique et administration

### Divisions administratives

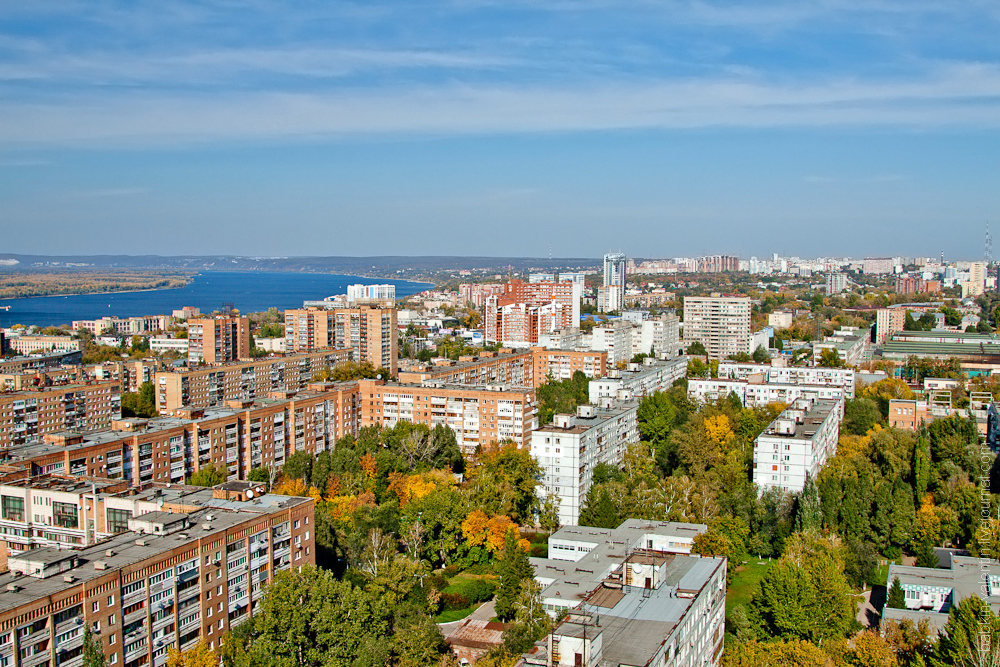
Vue panoramique sur le raïon d'Octobre.

Samara est divisée en 9 raïons ou arrondissements urbains :
1. Raïon de Kouïbychev (87 647 habitants en 2014) : situé au sud de la ville sur la rive gauche de la Samara, il est divisé en 5 micro-raïons, et en plusieurs bourgades.
2. Raïon de Samara (30 910 habitants) : c'est le centre-ville situé au sud-ouest, avec la rue de Léningrad (surnommée « l'Arbat »[7] de Samara, la place de la Révolution et la place Khlebnaïa (ou la place du Pain) nommée ainsi en raison du commerce de pain et de céréales qui s'y faisait autrefois, et la chapelle Saint-Alexis.
3. Raïon de Lénine (65 073 habitants) : c'est le centre-ville historique et culturel de la ville, avec ses anciennes artères commerçantes bordées d'hôtels particuliers ou de vieilles maisons de bois. On y trouve la place Kouïbychev, l'une des places les plus étendues d'Europe (17,4 ha), le monument de la Gloire, symbole de la ville, et le jardin Stroukov.
4. Raïon du Chemin de fer (Jeleznodorojny raïon) (120 345 habitants) : c'est ici que se trouve la gare centrale et treize des plus importantes usines de la ville.
5. Raïon d'Octobre (Oktiabrski raïon) (120 345 habitants) : ce quartier comporte un certain nombre de musées et d'établissements d'enseignement, et le jardin botanique de l'université de Samara (40 ha).
6. Raïon du Soviet (Sovietski raïon) (179 972 habitants) : il était situé à la campagne avant-guerre. Il comporte maintenant des universités et des parcs.
7. Raïon Industriel (Prom'chlenny raïon) 276 540 habitants) : il est situé au nord-est de la ville et comprend le parc Youri-Gagarine.
8. Raïon de Kirov (87 647 habitants) : c'est le plus grand district de la ville avec son aéroport no 2 et quinze micro-raïons.
9. Raïon de Krasnaïa Glinka (ou de l'Argile rouge) (86 457 habitants) : il est situé le plus au nord et est recouvert de parcs naturels et de villages pittoresques.

### Jumelages
- Stuttgart (Allemagne) depuis 1992
- Saint-Louis (États-Unis) depuis 1994.
- Stara Zagora (Bulgarie) depuis 1992.
- Gomel (Biélorussie) depuis 2000.
- Vitebsk (Biélorussie) depuis 2001.
- Palerme (Italie) depuis 2008.
- Koper (Slovénie) depuis 2008.

## Économie

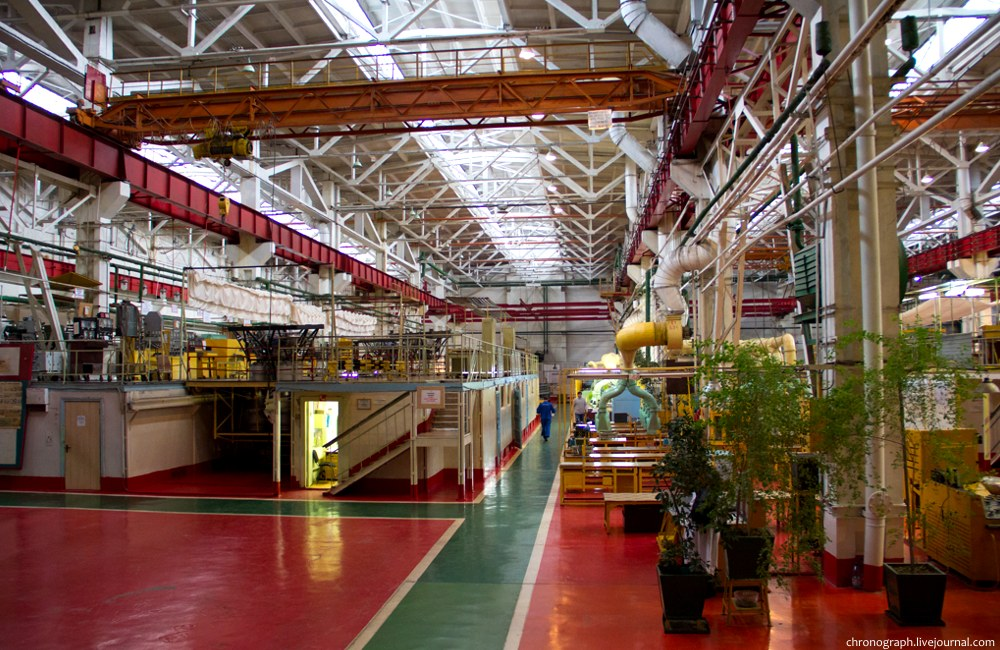
Atelier n° 4 du constructeur JSC Kouznetzov.

La ville se trouve au cœur d'un important complexe pétrochimique, hydroélectrique et industriel (constructions mécaniques).
Les principaux établissements installés à Samara sont : 
- Le Centre spatial de Samara regroupe Le bureau d'études TsSKB et l'usine Progress qui fabrique les lanceurs Soyouz, principale fusée spatiale russe. Le Centre qui employait environ 28 000 personnes avant l'éclatement de l'Union soviétiquemais était réduit à 9000 au tournant du siècle.
- JSC Kouznetzov fabrique les moteurs de la fusée Soyouz et assure la maintenance des moteurs de l'aviation militaire russe. Il produit également des groupes de puissance.
- Aviakor constructeur des avions Tupolev 24000 emplois à l'époque de l'Union soviétique mais qui peine à se reconvertir
- Usine du constructeur aéronautique Mig également touché par la disparition des commandes
- Fonderies d'aluminium et d'acier
- Plusieurs usines de fabrication de roulements à billes
- Raffinerie de pétrole
- Constructeurs de pièces détachées automobiles
- Fabricants de machines outils
- Fabricants de câbles pour télécommunications

## Voies de communication et transports

### Réseau routier

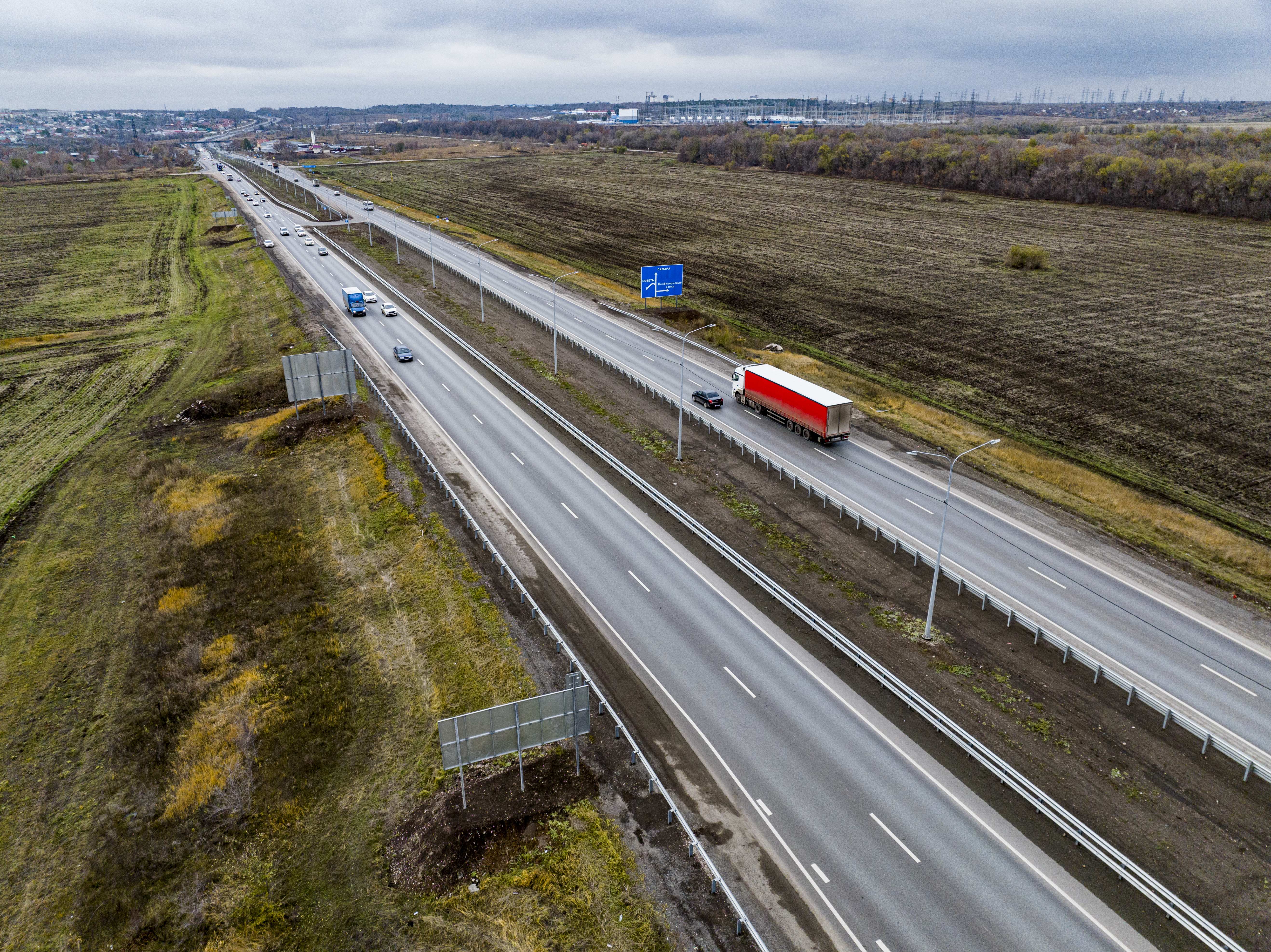
La 36K-141 peu avant la ceinture périphérique en direction du centre.

La ville est reliée à Moscou distante d'environ 1050 kilomètres par la route fédérale M5 (appelée également autoroute de l'Oural) qui se prolonge jusqu'à Tcheliabinsk et Iekaterinbourg, la M5 passant au nord de la ville. Au sud, la ville est le départ de la route fédérale A300 vers le Kazakhstan. De plus, la ville dispose d'un contournement routier (le début de la R229), reliant toutes les routes principales partant ou desservant Samara, avec la M5 comme extrémité nord. Depuis ce périphérique partent aussi la 36K-851vers Otradny, une branche de la M5 vers Orenbourg et la suite de la R229 vers Balakovo et Saratov.  

### Réseau ferroviaire
Une quarantaine de trains intercités quittent ou arrivent quotidiennement dans la gare principale de Samara située dans le centre-ville et hébergée dans un ensemble immobilier construit en 2001 de 101 mètres de haut. Une des destinations principales est Moscou. Le temps de trajet pour cette destination est de 13 à 16 heures. Le voyage jusqu'à Saint-Petersbourg prend environ 30 heures. Des trains de banlieue desservent également les différents quartiers de la ville ainsi que les agglomérations périphériques. 

### Transports en commun

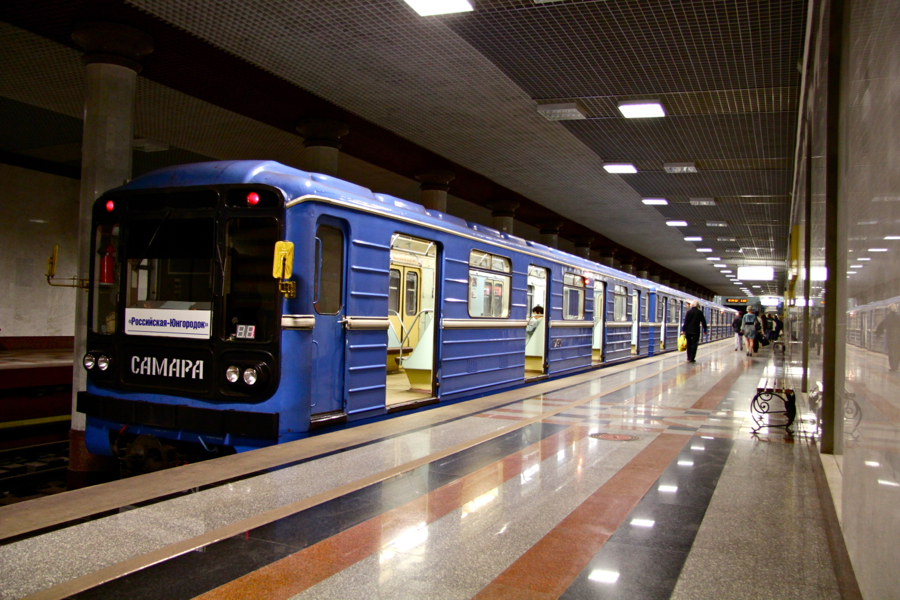
métro de Samara.

La ville dispose d'une large panoplie de systèmes de transports en commun : métro lourd, tramways, trolleybus, bus, bateaux passagers, train de banlieue. Le métro inauguré en 1987 est constitué d'une ligne unique de 12,7 km qui comprend 10 stations. Le réseau de tramways a été créé en 1915. Il comprend 23 lignes et 67 kilomètres de voies. C'est le principal moyen de transport en commun (part de marché de 42 %).    
| Mode de transport | Nombre de lignes | Arrêts | Nbre passagers/jour Milliers | Nbre passagers/an Millions | Part de marché |
| ----------------- | ---------------- | ------ | ---------------------------- | -------------------------- | -------------- |
| Tramway           | 22               |        | 216,5                        | 78,4                       | 42,7 %         |
| Métro             | 1                | 9      | 42,3                         | 15,4                       | 8,4 %          |
| Trolleybus        | 14               |        | 76,5                         | 27,6                       | 15 %           |
| Bus               | 48               |        | 171,3                        | 62                         | 25,9 %         |
| Taxis collectifs  | 160              |        |                              |                            | 8 %            |

### Aéroport
L'aéroport international Kouroumotch situé au nord de Samara relie celle-ci par des vols réguliers avec les principales villes de Russie en particulier Moscou et Saint-Petersbourg. Le trafic était en 2016 supérieur à 2 millions de passagers.

### Ports fluviaux

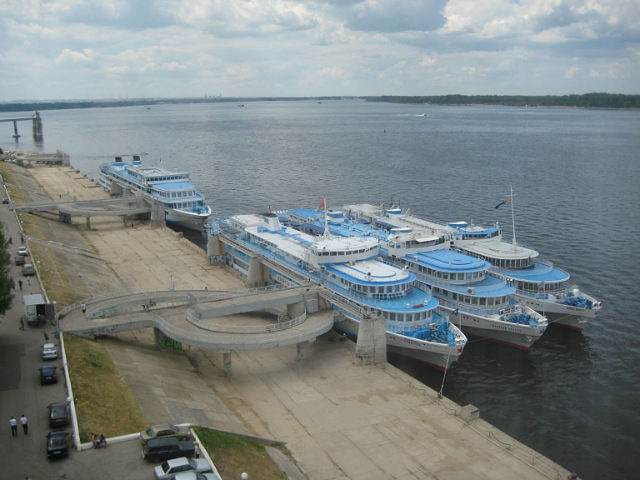
Port fluvial passager.

La Volga est utilisée à la fois pour le trafic de marchandises et le transport de voyageurs lorsqu'elle n'est pas prise par les glaces. Les installations portuaires pour les voyageurs consistent en un quai long de 605 mètres situé sur la rive gauche de la Volga qui dispose de postes d'amarrage pour 6 navires. Des petits ferrys assurent plusieurs fois par jour une desserte des agglomérations situées en amont et en aval de Samara jusqu'à Togliatti (72 km) pour l'amont. 
Le port de commerce est utilisé pour le transport de céréales, de matériaux de construction et de produits pétroliers.

## Population et société

### Démographie
La situation démographique de Samara s'est fortement dégradée au cours des années 1990. Alors qu'en 1990, les taux de natalité et de mortalité étaient sensiblement égaux (respectivement 11 et 11,1 pour mille), la natalité a baissé et la mortalité a fortement augmenté. En 2005, le solde naturel accusait un important déficit de 7,1 pour mille (avec un taux de natalité de 9,4 pour mille et un taux de mortalité de 16,5 pour mille). 
| 1811  | 1840   | 1856   | 1897*  | 1913    |
| ----- | ------ | ------ | ------ | ------- |
| 4 400 | 13 700 | 24 400 | 89 999 | 106 800 |

| 1923    | 1926*   | 1931    | 1939*   | 1959*   |
| ------- | ------- | ------- | ------- | ------- |
| 147 000 | 171 952 | 222 300 | 390 488 | 806 356 |

| 1970*     | 1979*     | 1989*     | 2002*     | 2010*     |
| --------- | --------- | --------- | --------- | --------- |
| 1 044 849 | 1 216 233 | 1 254 460 | 1 157 880 | 1 164 896 |

| 2012      | 2013      | 2014      | 2015      | 2016      |
| --------- | --------- | --------- | --------- | --------- |
| 1 169 184 | 1 171 598 | 1 172 348 | 1 171 820 | 1 170 910 |

| 2017      | - | - | - | - |
| --------- | - | - | - | - |
| 1 169 719 | - | - | - | - |

### Nationalités
Au recensement de 2002, les différentes nationalités  se répartissaient ainsi :
- 88,1 % de Russes ;
- 3,4 % de Tatars ;
- 1,8 % d'Ukrainiens ;
- 1,5 % de Mordves ;
- 1,3 % de Tchouvaches.

### Religion

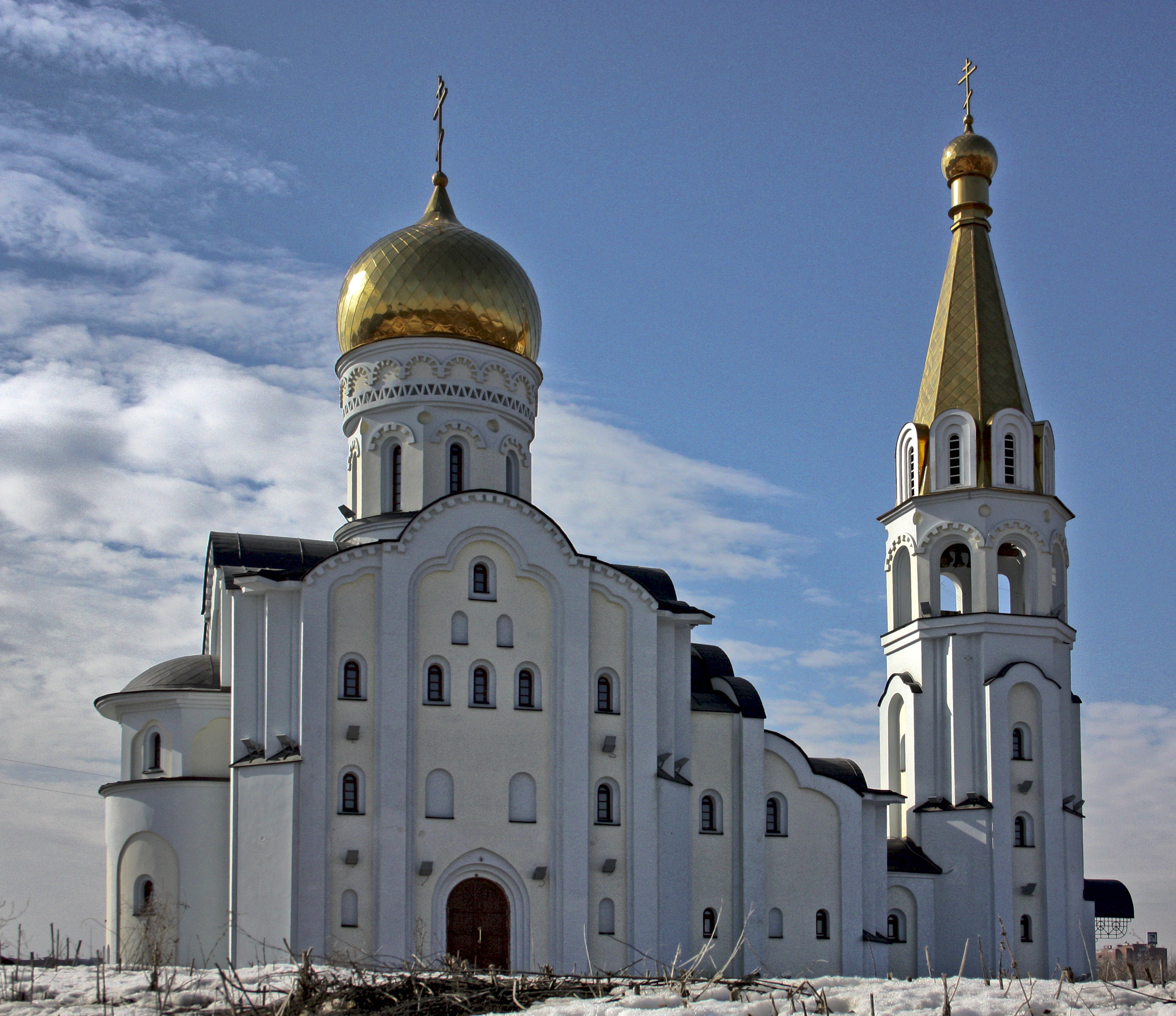
L'église Sainte-Tatiana en hiver

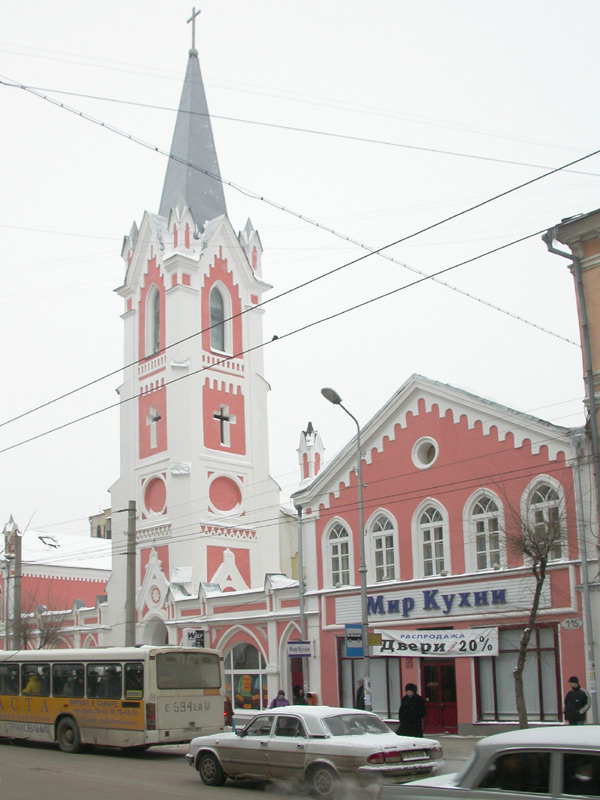
Vue de l'église luthérienne Saint-Georges dans le centre historique de Samara

Samara regroupe plusieurs groupes confessionnels. Le plus important est l'orthodoxie russe avec ses églises colorées et ses monastères, mais il y a aussi des églises de Vieux-Croyants, des églises catholiques ou luthériennes, des mosquées, une synagogue et, apparues récemment, des maisons de prières pour les communautés baptistes et pentecôtistes, financées par les États-Unis.
- Orthodoxie : La première église fut construite au XVIe siècle, lorsque l'endroit fut fortifié. Il y avait 7 églises en 1787 et déjà 46 à la fin du XIXe siècle. Un peu avant le milieu du XIXe siècle, les Vieux-Croyants locaux s'unirent à l'Église orthodoxe synodale, en conservant leurs rites. Ces « traditionalistes » orthodoxes construisirent deux magnifiques églises. Les églises orthodoxes, dont beaucoup disparurent ou souffrirent, lors de la persécution athée du régime communiste, font aujourd'hui l'ornement de la ville. L'Église Saints-Pierre-et-Paul a été construite en 1865 ; l'église Saint-Michel-Archange, construite en 1915, est fermée en 1929 et attribuée jusqu'en 1991 à diverses organisations ; elle est rendue à la communauté orthodoxe, reconsacrée en 1992 et restaurée[14]. La cathédrale Saints-Cyrille-et-Méthode, la plus récente, a été ouverte au culte en 2001.
- Catholicisme : La plus ancienne paroisse catholique de la ville est celle de l'église du Sacré-Cœur.
- Luthéranisme : L'église luthérienne la plus ancienne est la ravissante église néo-gothique de couleur rose Saint-Georges, à l'origine pour la communauté des Allemands de la Volga, construite en 1865.
- Islam : Les Tatars musulmans s'installèrent dans la région dès le XVIe siècle et leur première mosquée fut construite en 1856. Le conseil municipal permit l'édification d'une seconde mosquée en 1907. Elles furent fermées toutes les deux en 1930. L'une d'elles rouvrit à la fin des années 1960. Une nouvelle mosquée a été construite en 1999, la plus haute d'Europe.
- Judaïsme : En 1875, la communauté israélite était composée de 30 familles, en 1900 de 1547 personnes. On entreprit de construire une synagogue en 1903. Achevée en 1908, c'était la plus importante de la région de la Volga. Elle ferma en 1929 et fut transformée en maison de la culture, puis en boulangerie industrielle. Elle est à moitié en ruines aujourd'hui.

### Éducation et recherche
Samara possède 12 établissements d'enseignement supérieur dont les principaux sont : 
- l'université nationale de recherche de Samara (KuAI) ou Université Korolev qui fait partie des meilleures institutions de formation d'ingénieurs de Russie,
- l'Université d’État de médecine de Samara (SamGMU) qui comprend 8000 étudiants,
- l'Université technique de l'État de Samara qui regroupait 20000 étudiants en 2009,
- l'Académie d'état de Samara en sciences sociales et humanités fondée en 1911 qui comprend 11 facultés et dispense 42 cursus de formation différents,
- l'université d'État de Samara d'architecture et de génie civil,
- l'université d'État d'économie de Samara,
- l'académie des chemins de fer de Samara (SSUPS) qui regroupe 10000 étudiants,
- l'Académie agronomique d'État de Samara,
- l'Institut d'État de la culture de Samara (SGIC), et
- l'Institut de médecine militaire de Samara qui a fermé ses portes en 2010.

L'activité des principaux instituts de recherche de la ville est coordonnée par le Centre de recherche de Samara branche de l'Académie des sciences russe ((RAS SamNTs). Ce sont l'Institut d'ingénierie théorique et l'institut du traitement de l'image.

### Sports

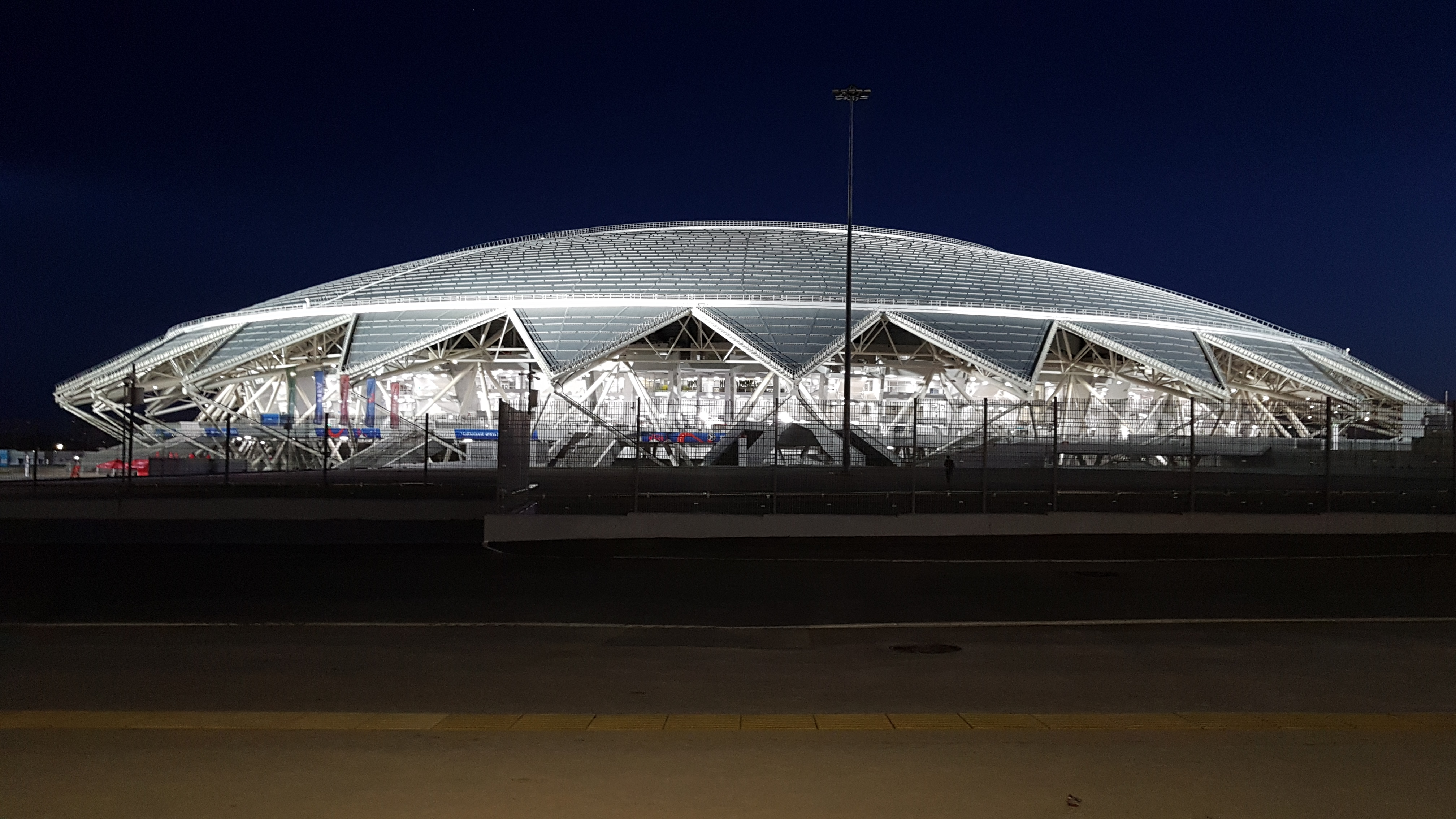
Maquette du stade Cosmos Arena construit pour la Coupe du monde de football de 2018.

La ville abrite le club de football du Krylia Sovetov Samara, qui évolue régulièrement en première division russe.

#### Samara Arena
Samara a été retenue pour accueillir 6 matchs de la Coupe du monde de football de 2018 dont 4 matchs de poule (notamment, un match de la sélection de Russie) et des matchs de ⅛ et de ¼ de finale. Pour les accueillir, la ville a fait construire un nouveau stade d'une capacité de 45 000 places baptisé Samara Arena. Le stade devait initialement être bâti sur une île au sud de Samara. Mais celle-ci étant isolée et sans pont, le coût de l'opération a été critiqué et le projet se réalise finalement au nord-ouest de la ville, dans un quartier résidentiel situé dans la partie la plus élevée de l'agglomération. Le stade se trouve à environ 15 kilomètres de la gare principale de la ville et donc du centre-ville. Sur le plan architectural, le stade a la forme d'une soucoupe volante et d'une étoile. Ce dessin ainsi que le nom donné au stade (cosmos) se veulent un rappel du rôle central joué par la ville dans le programme spatial du pays. La structure du stade est constituée par un dôme métallique de forme ovale et à la partie supérieure pratiquement aplatie qui protège l'ensemble des spectateurs des intempéries en ne laissant une ouverture qu'au-dessus du terrain. Le dôme d'une masse de 13 000 tonnes repose sur des piliers de 21 mètres de haut de forme pyramidale. Le stade a un diamètre de 330 mètres pour une hauteur maximale de 60 mètres.

## Culture locale et patrimoine

### Lieux culturels
- Le Musée d'art, fondé en 1897, possède une riche collection de peintures du XVIIIe siècle au XXe siècle.
- Le théâtre dramatique de Samara a été construit en 1888.
- Le théâtre d'opéra et de ballet a été inauguré en 1931. C'est ici qu'a eu lieu la première historique de la symphonie nº 7 de Chostakovitch, le 5 mars 1942.
- L'orchestre philharmonique de Samara a été formé en 1940.

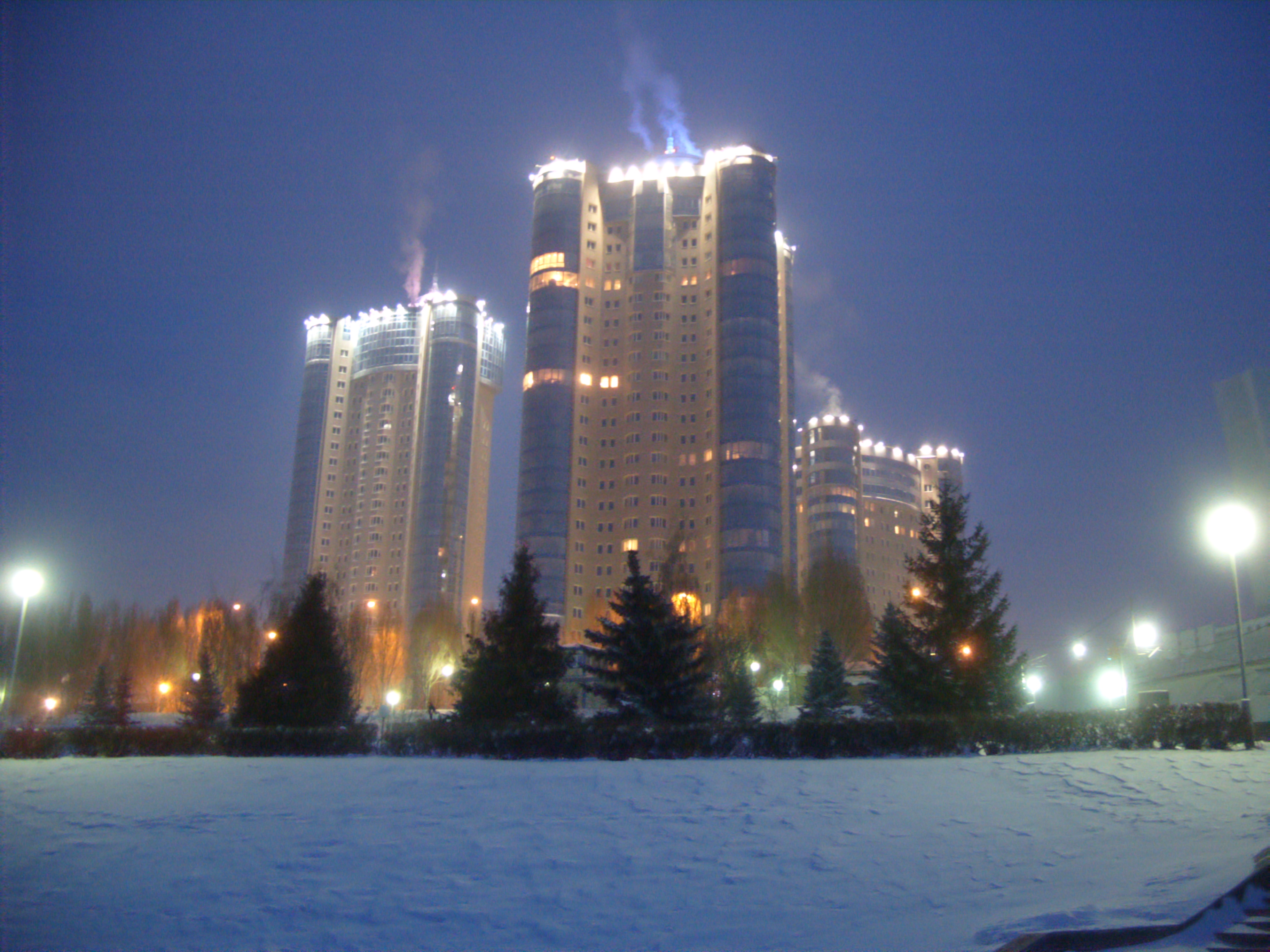
Les nouvelles tours d'habitation de Ladya au bord de la Volga en hiver
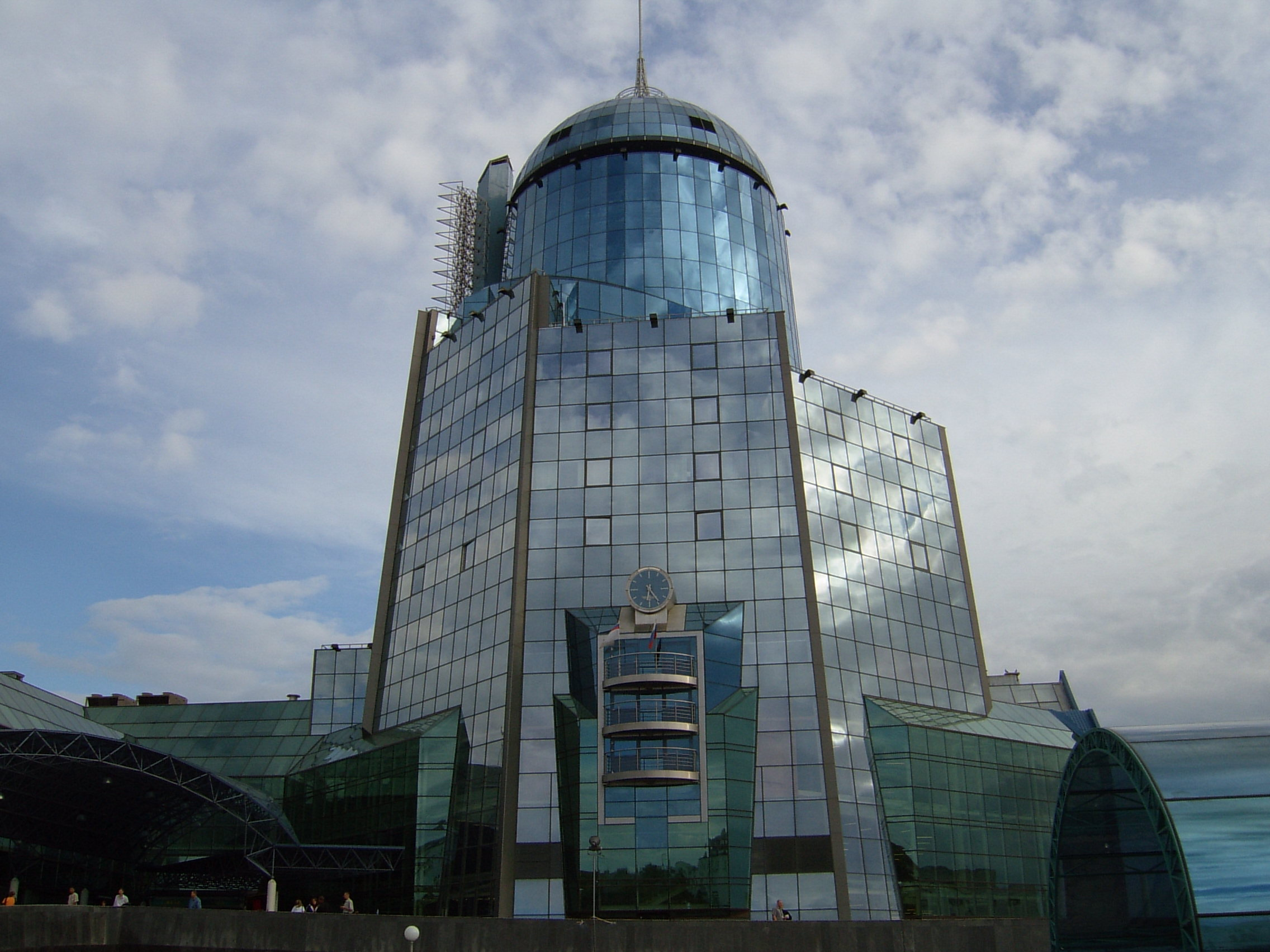
La gare ferroviaire de Samara
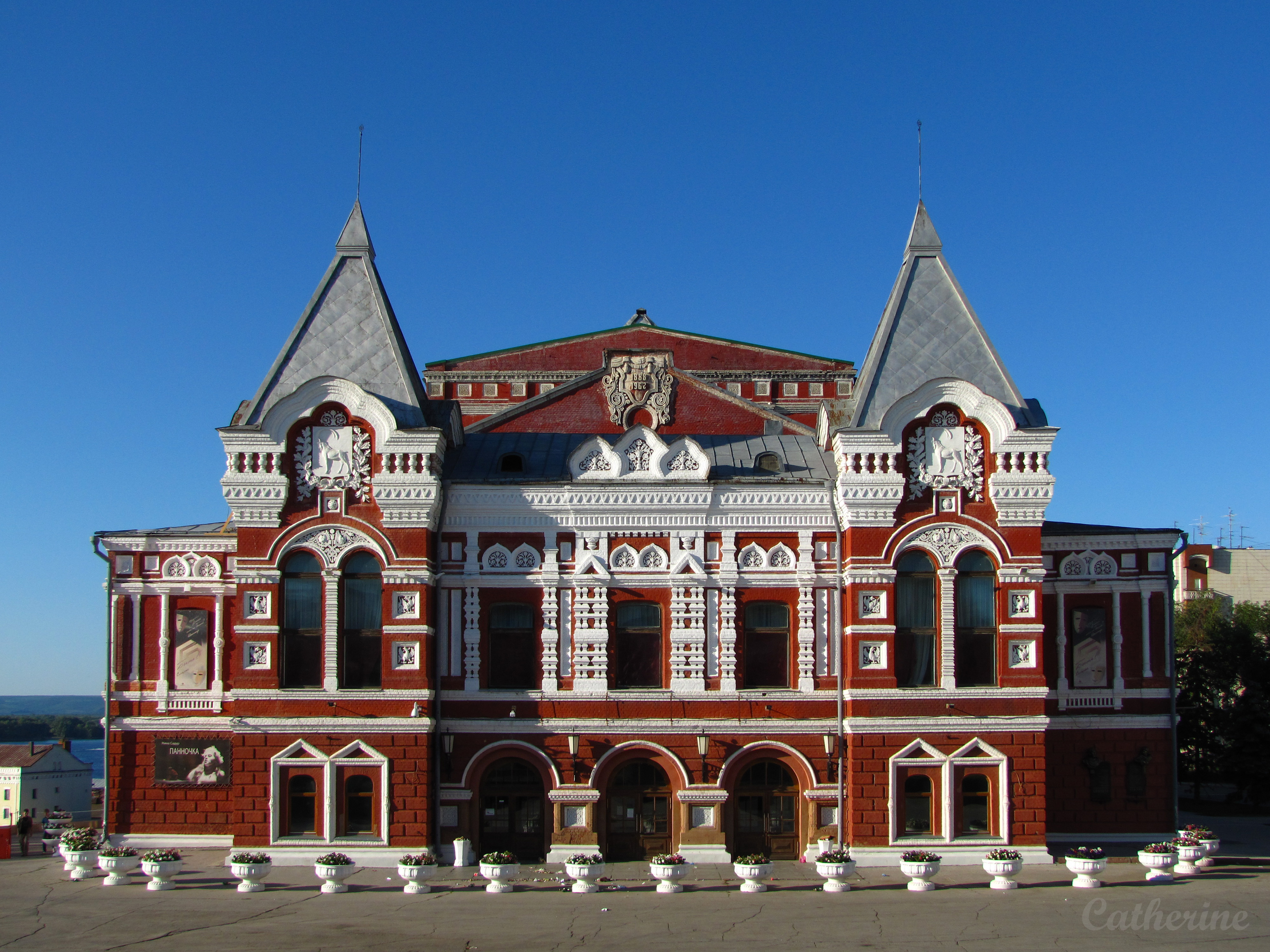
Théâtre dramatique de Samara, place Tchapaïev

### Événements culturels

Volontaires du Tom Sawyer Fest à Samara

- Le Tom Sawyer Fest est un festival de restauration du patrimoine bâti du vieux centre-ville de Samara. Ce festival, aide à la sauvegarde des maisons en bois du centre historique. Lancée en 2015, grâce à l'implication de nombreux bénévoles et professionnels, cette initiative de sauvegarde s'est étendue à une vingtaine d'autres villes de Russie.
- VolgaFest (ru) est un festival pluridisciplinaire annuel, créé en 2016, qui se tient sur les berges de la Volga.

### Produits locaux
- Samara offre une multitude de produits locaux, les glaces SAM-PO, produites depuis 1995 sont un de ces fleurons.
- Les chocolats de la fabrique "Rossiya" (ru), créée en 1969, font partie des produits-phares de la ville.

- Parmi les autres fiertés culinaires de la région, la cerise de Jigouli est célébrée chaque année à la fête de la tarte aux cerises de Chiraïevo, village du Parc national Samarskaïa Louka situé sur la rive opposée à Samara.

### Personnalités liées à la ville
- Pavel Iakouchkine (1822-1872), ethnographe et écrivain russe, mort à Samara
- Sergei Alexander Schelkunoff (1897-1992), mathématicien et physicien russe.
- Dmitri Oustinov (1908-1984), ingénieur, homme politique et militaire soviétique.
- Dmitri Muratov (1961-), journaliste russe, Lauréat du prix Nobel de la paix
- Eldar Riazanov (1927-), réalisateur soviétique puis russe.
- Olena Potapova, 1930, danseuse.
- Irina Lashko (1973-), plongeuse soviétique, russe puis australienne.
- Maria Kisseleva (1974-), nageuse synchronisée russe.
- Olga Artechina (1982-), joueuse russe de basketball.
- Maksim Chabaline (1982-), patineur artistique russe.
- Aleksandr Anioukov (1982-), footballeur russe.
- Ilia Frolov (1984-), athlète russe.
- Anastasia Pavlyuchenkova (1991-), joueuse de tennis russe.
- Anna Dementyeva (1994-), gymnaste russe.
- Semyon Varlamov (1988-), gardien de hockey sur glace.
- Sharlot (1998-), musicien, chanteur et auteur-compositeur russe.